# Liu Xiaoqing
Liu Xiaoqing (刘晓庆S, Liú XiǎoqìngP; Fuling, 30 ottobre 1955) è un'attrice e imprenditrice cinese.
In occasione del centenario della nascita dell'industria cinematografica in Cina nel 2005, la China Film Performance Art Academy l'ha inserita nella lista dei "100 migliori attori in 100 anni di cinema cinese".